# 斯帕夫訴美國案
斯帕夫訴美國案（Sparf v. United States, 156 US 51 (1895), or Sparf and Hansen v. United States） 是美國最高法院的案件，考驗被控犯有同一罪行的多名被告供述的可採性，以及陪審團的職責。

## 背景
1884年1月13日晚上，在前往大溪地島的航行中，"赫斯珀號"(Hesper)輪船的二副、名叫"莫里斯·菲茨杰拉德"(Maurice Fitzgerald)的男子被發現失踪。船員們相信菲茨杰拉德已經被殺，而他的屍體已被扔到了海裡。船長"索德格倫"(Sodergren)懷疑三名船員，即船員"聖克萊爾"(St. Clair)、"漢森"(Hansen)以及"斯帕夫"(Sparf)均參與了謀殺。索德格倫一直將三名嫌疑人關押，直到他們抵達大溪地島，在那裡他們被美國駐大溪地島領事帶上岸，隨後與其他人一起乘坐"熱帶鳥號"(Tropic Bird)輪船被送往舊金山。在那裡，他們三人因謀殺"菲茨杰拉德"一案受審並被定罪。

## 判決
法院於1895年1月21日以5票對4票作出判決，哈蘭(Harlan)大法官給出了多數意見。

## 參閱
- 陪審團否決權（英语：Jury nullification）
- 美國訴E.C.奈特公司案（英语：United States v. E. C. Knight Co.）
- 柯分訴美國案（英语：Coffin v. United States）
- 美國訴托馬斯案 (1997)（英语：United States v. Thomas (1997)）
- 美國訴多爾蒂案（英语：United States v. Dougherty）
- 斯泰蒂紐斯訴美國案（英语：Stettinius v. United States）
- 羅伯特·威廉·拉蒂默訴女王陛下案（英语：R v Latimer）
- 喬治亞訴布萊爾斯福德案 (1794)（英语：Georgia v. Brailsford (1794)）
- 蒙哥馬利第一國民銀行訴戴利案（英语：First National Bank of Montgomery v. Daly）
- 美國公民規則手冊（英语：Citizens Rule Book）

## 外部連結
- 维基文库中的相關文獻：斯帕夫訴美國案
- Sparf v. United States, 156 U.S. 51 (1895)的文本可参见：Justia · Findlaw